# Balatan
Balatan es un municipio filipino de cuarta clase, perteneciente a la provincia de Camarines Sur, en la región de Bicolandia.

## Organización territorial
Se divide en diecisiete barangayes, a saber:
- Cabanbanan
- Cabungan
- Camangahan
- Cayogcog
- Coguit
- Duran
- Laganac
- Luluasan
- Montenegro
- Pararao
- Siramag
- Pulang Daga
- Sagrada Nacacale
- San Francisco
- Santiago Nacacale
- Tapayas
- Tomatarayo

## Demografía
Según el censo de 2020, tenía empadronados 30 669 habitantes.